# Uroševina
Uroševina este un sat din comuna Mojkovac, Muntenegru. Conform datelor de la recensământul din 2003, localitatea are 460 de locuitori (la recensământul din 1991 erau 495 de locuitori).

## Demografie
În satul Uroševina locuiesc 344 de persoane adulte, iar vârsta medie a populației este de 35,3 de ani (34,0 la bărbați și 36,9 la femei). În localitate sunt 131 de gospodării, iar numărul mediu de membri în gospodărie este de 3,51.
Populația localității este foarte eterogenă.
|  |

| Demografie | Demografie | Demografie |
| An         | Locuitori  | Locuitori  |
| ---------- | ---------- | ---------- |
|            |            |            |
|            |            |            |
|            |            |            |
|            |            |            |
| 1948       | 50         |            |
| 1953       | 124        |            |
| 1961       | 214        |            |
| 1971       | 298        |            |
| 1981       | 435        |            |
| 1991       | 495        | 490        |
| 2003       | 469        | 460        |

| \| Componența etnică conform recensământului din 2003[2] \| Componența etnică conform recensământului din 2003[2] \| Componența etnică conform recensământului din 2003[2] \| Componența etnică conform recensământului din 2003[2] \| Componența etnică conform recensământului din 2003[2] \| \| ----------------------------------------------------- \| ----------------------------------------------------- \| ----------------------------------------------------- \| ----------------------------------------------------- \| ----------------------------------------------------- \| \| \| \| \| \| \| \| Muntenegreni \| Muntenegreni \| \| 248 \| 53,91% \| \| Sârbi \| Sârbi \| \| 181 \| 39,34% \| \| necunoscută \| necunoscută \| \| 1 \| 0,21% \| |              |  |     |        |
| Componența etnică conform recensământului din 2003 |              |  |     |        |
| |              |  |     |        |
| Muntenegreni | Muntenegreni |  | 248 | 53,91% |
| Sârbi | Sârbi        |  | 181 | 39,34% |
| necunoscută | necunoscută  |  | 1   | 0,21%  |